# Turmhügel Theisseil
Der Turmhügel Theisseil ist eine abgegangene mittelalterliche Turmhügelburg (Motte) westlich der Gemeinde Theisseil (auf dem Fußweg nach Edeldorf) im oberpfälzischen Landkreis Neustadt an der Waldnaab in Bayern. Die Anlage wird als Bodendenkmal unter der Aktennummer D-3-6339-0002 im Bayernatlas als „mittelalterlicher Turmhügel“ geführt. 
Über diese Niederungsburg sind keine geschichtlichen oder archäologischen Informationen bekannt, sie wird grob als mittelalterlich datiert.
Auf einer Hochfläche südlich der Gabel zweier tief eingeschnittener Hohlwege liegt die bis auf einen schmalen Rest abgetragene Niederungsburg. Die Ausmaße betragen etwa 12 × 20 Meter, die Höhe beträgt 1,6 m.